# درنوویتسه (ناحیه زلین)
درنوویتسه (به چکی: Drnovice) یک منطقهٔ مسکونی در جمهوری چک است که در ناحیه زلین واقع شده‌است. درنوویتسه ۷٫۶۱ کیلومتر مربع مساحت و ۴۲۶ نفر جمعیت دارد و ۴۱۶ متر بالاتر از سطح دریا واقع شده‌است.